# Mayored to the Mob
«Mayored to the Mob» —«El alcalde y la mafia» en España y «Encuentro con la Mafia» en Hispanoamérica— es el noveno episodio de la décima temporada de Los Simpson, emitido por primera vez en FOX el 20 de diciembre de 1998. El argumento comienza con un evento de ciencia ficción donde el padre Homer impide que el alcalde Quimby y Mark Hamill sean pisoteados por una multitud de fanáticos. Tras ello, se entrena y acaba convirtiéndose en un guardaespaldas profesional de Quimby, quien había hecho acuerdos corruptos con Fat Tony. No obstante, la entrada en escena del nuevo empleado de seguridad fuerza al ejecutivo a abandonar el pacto, por lo que la mafia trata de asesinarle, pese a la protección frente a sus intimidaciones por parte de Homer.
La dirección fue tarea de Swinton O. Scott III, mientras que Ron Hauge corrió a cargo de la redacción del guion, que surgió de la idea de hacer un episodio en el que las cualidades de Homer fueran necesarias para hacer un bien social. Asimismo, en el cortometraje aparecen numerosas referencias a franquicias como las de Star Trek o Star Wars, a la par que a hechos reales como el asesinato de John F. Kennedy. Durante su emisión original, el episodio fue visualizado por más de ocho millones de telespectadores, lo que le llevó a ser el programa de FOX mejor valorado de aquella semana y se hizo acreedor a críticas mayoritariamente favorables por parte de la prensa especializada.

## Sinopsis
El episodio comienza con la familia Simpson acudiendo a una feria de ciencia ficción llamada «Bi-Mon-Sci-Fi-Con», tras observar en la televisión que va a acudir el actor Mark Hamill. Nada más llegar, empiezan a suceder una serie de disturbios debido a que Hamill había ofrecido a un voluntario la oportunidad de rodar una escena con él. Homer se entera de que tanto el actor como el alcalde Quimby corren el peligro de ser pisoteados por la multitud, por lo que decide rescatarlos. Como muestra de agradecimiento, Quimby recompensa a Homer contratándolo como guardaespaldas.
Homer comienza su entrenamiento con Leavelle, quien dirige una academia de guardaespaldas, donde se gradúa rápidamente y pronto comienza su nuevo empleo. Mientras tanto, el alcalde cierra un acuerdo con Fat Tony para proporcionar leche en las escuelas de Springfield a escondidas de Homer. Sin embargo, una vez que el nuevo guardaespaldas se percata de que el alimento proviene de ratas, se enfrenta a Quimby, quien accidentalmente acaba saliendo despedido por la ventana. Posteriormente, descubre que el alcalde no se había llegado a caer y estaba colgando de una cornisa, así que Homer decide rescatarlo con la condición de que rompa su acuerdo con la mafia.
En consecuencia, Quimby organiza los arrestos de Fat Tony y sus compañeros, pero estos amenazan con asesinarle. Con tal de recuperar la normalidad, Homer lleva al alcalde a un teatro-restaurante para ver la obra Guys and Dolls, donde Mark Hamill interpretaría a Nathan Detroit. Sin embargo, el guardaespaldas descubre que Fat Tony y su secuaz Louie se encuentran allí también con la intención de vengarse. Por sorpresa, este último intenta apuñalar al alcalde, pero Homer desbarata sus acciones cuando Hamill le aconseja que se defienda con tenedores. No obstante, el líder de la mafia empieza a golpear al regidor con un bate de béisbol en un momento de descuido. Finalmente, Hamill le dice a Homer que se recuperará, pero también le pide ayuda para escapar de los paparazzi.

## Producción

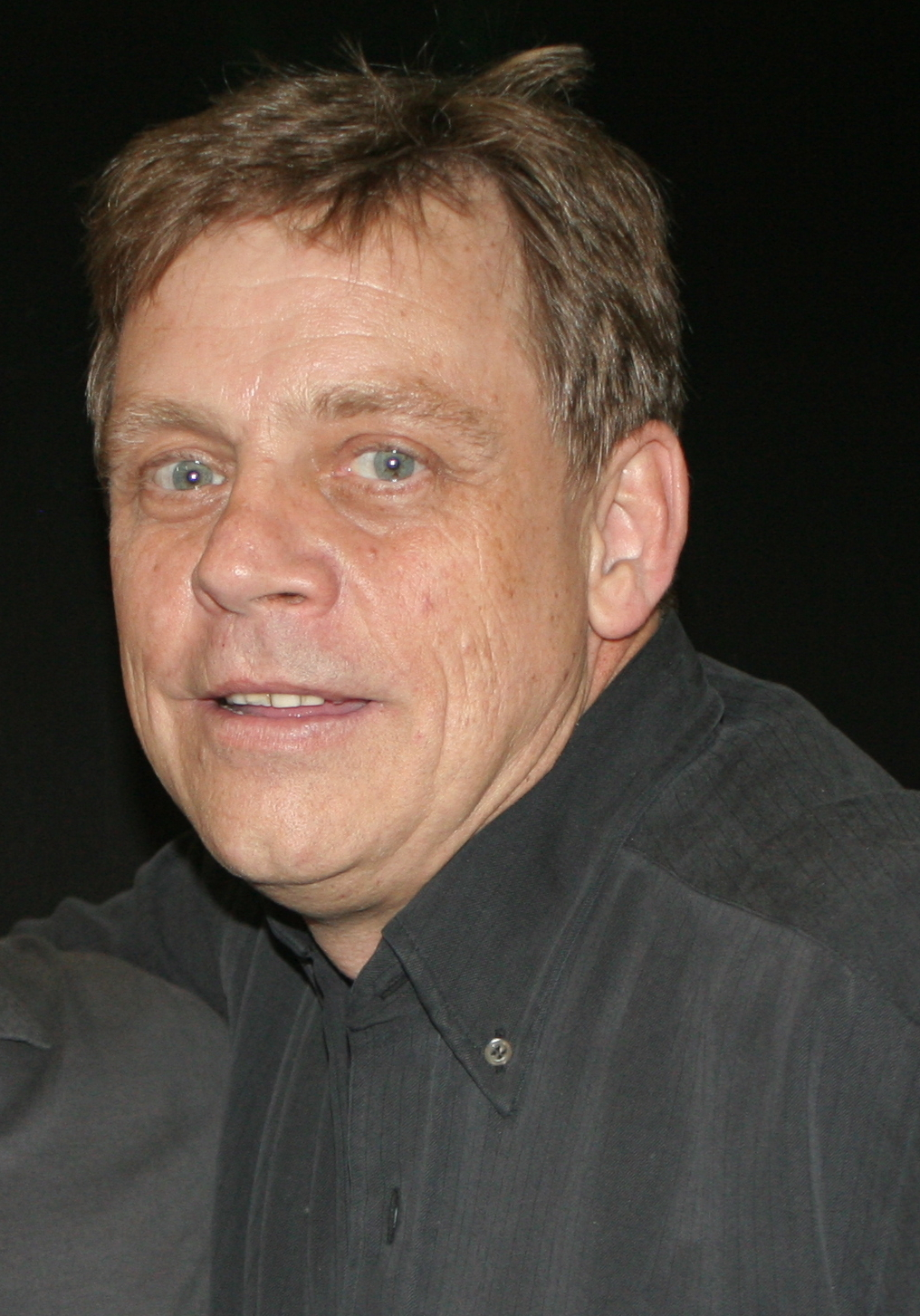
Mark Hamill (en la imagen) fue la estrella invitada del episodio y se representó a sí mismo.

Ron Hauge, guionista del episodio, quería resaltar las cualidades de Homer para ayudar a la sociedad, como la torpeza, la fuerza bruta o la lealtad. En una secuencia, una vez que la familia ha escapado de los disturbios, Lisa dice que hay que volver a por Maggie, a lo que el padre responde: «Olvida [a] Maggie, se ha ido», momento que se convirtió en uno de los favoritos del creador de la serie, Matt Groening. Por otro lado, Mark Hamill confirmó su actuación como estrella invitada con la condición de poner voz a un segundo personaje, por lo que le asignaron también el rol del instructor de guardaespaldas de la academia. Al respecto, comentó que le encantó estar en ese papel, pero no disfrutó tanto con el suyo propio.